# San Cibrao das Viñas
San Cibrao das Viñas là một đô thị trong tỉnh Ourense, thuộc vùng Galicia ở tây bắc Tây Ban Nha. Diện tích là 39,48 km2. Dân số năm 2006 là 3973 người.

## Biến động dân số
| Biến động dân số của San Cibrao das Viñas - giai đoạn 1900 và 2004 -                                                                 |       |       |       |       |
| 1900 | 1930  | 1950  | 1981  | 2004  |
| 3.410 | 3.913 | 3.789 | 3.303 | 3.867 |
| Fuentes: INE e IGE (Los criterios de registro censal variaron entre 1900 y 2004, y los datos del INE y del IGE pueden no coincidir.) |       |       |       |       |